# Opconommula spinosa
Genre
Espèce
Synonymes
- Opconomma spinosa Roewer, 1927

Opconommula spinosa, unique représentant du genre Opconommula, est une espèce d'opilions laniatores de la famille des Pyramidopidae.

## Distribution
Cette espèce est endémique du Sud-Ouest du Cameroun. Elle se rencontre vers Bibundi.

## Description
Le mâle holotype mesure 4 mm.

## Systématique et taxinomie
Cette espèce a été décrite sous le protonyme Opconomma spinosa par Roewer en 1927. Elle est placée dans le genre Opconommula par Roewer en 1949.

## Publications originales
- Roewer, 1927 : « Weitere Weberknechte I. 1. Ergänzung der: "Weberknechte der Erde", 1923. » Abhandlungen des Naturwissenschaftlichen Vereins zu Bremen, vol. 26, p. 261–402.
- Roewer, 1949 : « Über Phalangodiden I. (Subfam. Phalangodinae, Tricommatinae, Samoinae.) Weitere Weberknechte XIII. » Senckenbergiana, vol. 30, p. 11–61.